# Zarina Baibatina
Zarina Baibatina (11 de mayo de 1984) es una deportista kazaja que compite en judo adaptado. Ganó una medalla de plata en los Juegos Paralímpicos de Tokio 2020, en la categoría +70 kg.

## Palmarés internacional
| Juegos Paralímpicos | Juegos Paralímpicos | Juegos Paralímpicos | Juegos Paralímpicos |
| Año                 | Lugar               | Medalla             | Categoría           |
| ------------------- | ------------------- | ------------------- | ------------------- |
| 2020                | Tokio (Japón)       | Medalla de plata    | +70 kg              |